# (6605) Carmontelle
(6605) Carmontelle es un asteroide perteneciente al cinturón de asteroides, descubierto el 22 de septiembre de 1990 por Eric Walter Elst desde el Observatorio de La Silla, Chile.

## Designación y nombre
Designado provisionalmente como 1990 SM9. Fue llamado así por Louis Carrogis Carmontelle (1717-1806) quien fue un pintor y arquitecto francés. Inventor de la linterna mágica, desarrolló un dispositivo para mostrar pinturas en movimiento. Realizó retratos a pluma y acuarela de personajes ilustres que conoció y creó el Folies de Chartres, un jardín paisajístico en París.

## Características orbitales
Carmontelle está situado a una distancia media del Sol de 2,891 ua, pudiendo alejarse hasta 3,108 ua y acercarse hasta 2,674 ua. Su excentricidad es 0,075 y la inclinación orbital 3,170 grados. Emplea 1795,27 días en completar una órbita alrededor del Sol.
Pertenece a la familia de asteroides de (158) Koronis.

## Características físicas
La magnitud absoluta de Carmontelle es 12,94. Tiene 7,544 km de diámetro. Su albedo se estima en 0,283.